# Windows Thumbnail Cache
Der Thumbnail Cache (englisch für Vorschaubild-Zwischenspeicher) ist eine Datenbank, in der Vorschaubilder gespeichert werden. Dies ermöglicht eine schnellere Darstellung der Bilder, da diese Vorschaubilder nicht jedes Mal neu berechnet werden müssen, wenn der Benutzer das Verzeichnis öffnet. Auf den Microsoft-Windows-Betriebssystemen gibt es die Möglichkeit, im Windows Explorer Vorschaubilder anzeigen zu lassen.

## Nutzen von Vorschaubildern
Seit Microsoft Windows 2000 werden Vorschaubilder von Grafikdateien sowie bestimmten Dokumenten und Videodateitypen wie etwa JPEG, BMP, GIF, PNG, TIFF, AVI, PDF, PPTX, DOCX und HTML gespeichert, um nicht bei jedem Aufruf der Miniaturansicht diese neu berechnen zu müssen. Dadurch wird einerseits die CPU entlastet, andererseits werden die Ladezeiten verringert, wenn ein Verzeichnis mit einer Vielzahl an Vorschaubildern angezeigt werden soll. Der Effekt langer Ladezeiten ist etwa gut sichtbar, wenn die Miniaturansicht auf einer DVD mit tausenden Fotos und ohne Thumbnail Cache verwendet wird.
In der Listen- und Detailansicht des Datei-Explorers werden Dateien und Ordner nur mit einem kleinen Icon neben dem Dateinamen dargestellt. Im Gegensatz dazu ist es in der Miniaturansicht möglich zu sehen, wie die Datei aussehen wird, ohne diese öffnen zu müssen. Bilder können besser zugeordnet werden und auch Textdokumente oder Präsentationen können einfacher gefunden werden. Diese Miniaturansichten können im Windows Explorer auch auf einem Ordner-Symbol dargestellt werden, wenn sich in diesem Ordner Dateien befinden, die Miniaturansichten besitzen.
Für die Erstellung der Miniaturansichten ist die Software verantwortlich, mit denen diese Dateitypen auch geöffnet werden können. Dadurch können die unterstützten Dateitypen je nach System unterschiedlich ausfallen. Die Miniaturen von Microsoft-Office-Dokumenten werden beispielsweise durch Microsoft Office erzeugt. Ist auf einem Windows-System kein Microsoft Office installiert, werden zu diesen Dateitypen auch keine Miniaturen erzeugt, gespeichert und angezeigt. Unter Microsoft Windows 10 werden PDF-Dateien häufig ohne Miniaturbilder angezeigt, da der Adobe Acrobat Reader DC diese Funktion in Windows 10 nicht korrekt unterstützt. Adobe Inc. hat hierfür einen Workaround bereitgestellt. Um lange Berechnungszeiten zu vermeiden, empfiehlt Microsoft Entwicklern, die Vorschaubilder bereits beim Speichern durch die jeweiligen Programme zu erzeugen.

## Zentraler Thumbnail Cache
In Windows 2000 wurden die Vorschaubilder im Alternativen Datenstrom gespeichert, wenn das Betriebssystem auf einer Festplatte mit dem NTFS-Dateisystem installiert ist. Bei einer Windows-Installation auf einem FAT32-System wurde in jedem Ordner für den Benutzer versteckt die Datei Thumbs.db angelegt. Windows ME hat ebenfalls Thumbs.db-Dateien erstellt.
Begonnen mit Microsoft Windows Vista werden Vorschaubilder an einem zentralen Ort hinterlegt, um den Zugriff zu den Bildern unabhängig vom Speicherort zu ermöglichen und um Fehler mit lokal gespeicherten Thumbs.db-Dateien zu vermeiden. Der Cache ist gespeichert im Verzeichnis %userprofile%\AppData\Local\Microsoft\Windows\Explorer, in den Dateien mit dem Namen thumbcache_xxx.db (xxx steht hier für die Größe der Vorschaubilder) und einem Index, damit jedes Vorschaubild und die passende Größe gefunden werden kann, gespeichert werden. Vorschaubilder werden mit einer Farbauflösung von 32-bit und in unterschiedlichen Größen abgespeichert, meist mit 32 × 32, 96 × 96 und/oder 256 × 256 Pixeln (aber auch in anderen Größen wie 1024 × 1024 Pixeln), wobei nichtquadratische Bilder proportional verkleinert werden (die längere Seite wird auf die jeweilige Auflösung skaliert). Bilder werden in der Miniaturansicht maximal in Originalgröße angezeigt, also nicht interpoliert. Miniaturbilder von Office-Dokumenten und PDFs bestehen üblicherweise aus einer Vorschau des Originaldokuments und müssen bei jedem Speichervorgang neu erzeugt werden. Wenn sich Dokumente, die bereits im Cache Miniaturen hinterlegt haben, verändern, wird auch der Cache mit den Miniaturansichten aktualisiert. Befinden sich noch keine Vorschaubilder im Cache, werden diese angelegt.
Neben dem zentralen Thumbnail Cache können aber auch unter neueren Versionen von Windows lokale Thumbs.db-Dateien angelegt werden, etwa wenn auf Festplatten zugegriffen wird, die nicht am lokalen Rechner, sondern über das Netzwerk verwendet werden. Dies kann zu Problemen führen, wenn diese Ordner gelöscht werden sollen, da das Verzeichnis durch die Erstellung der Thumbs.db-Datei für einen bestimmten Zeitrahmen gesperrt wird. Die Erstellung von Vorschaubildern auf entfernten Geräten kann mittels Group-Policy-Object-Einstellungen deaktiviert werden.

## Forensik
Das Verzeichnis innerhalb des Thumbnail Cache wird nicht automatisch aktualisiert, wenn im Dateisystem Veränderungen stattfinden. Daher bleiben Miniaturansichten zu Dokumenten auch dann erhalten, wenn diese bereits gelöscht oder an einen anderen Ort verschoben wurden. Mit der Zeit steigt die Größe des benötigten Speicherplatz auf der Festplatte. Im Rahmen der Datenträgerbereinigung von Windows gibt es daher die Option, Miniaturansichten zu löschen und den Cache zu leeren, um wieder Platz auf der Festplatte zu schaffen. Die Datenträgerbereinigung kann über den Windows Explorer aufgerufen werden.
Mit spezieller Software lässt sich die Vorschaubilder-Datenbank öffnen und man kann die gespeicherten Miniaturansichten ansehen, auch wenn die zugehörigen Dateien bereits verschoben oder gelöscht wurden. Je nach in der Miniaturansicht gespeicherter Auflösung lassen sich dadurch sogar gelöschte Bilder wiederherstellen. Gegebenenfalls können diese Bilder auch vor Gericht verwendet werden.